# VHS Medical Center (métro de Séoul)
VHS Medical Center (en coréen : 중앙보훈병원역) est la station terminus sud-est de la ligne 9 du métro de Séoul du métro de Séoul. Elle est située 117 Myeongil-ro, dans l'arrondissement de Gangdong-gu, à Séoul en Corée du Sud.
Ouverte en 2018, la station est desservie par les rames omnibus et express circulant sur la ligne 9.

## Situation sur le réseau

Plan du réseau (2023)

La station souterraine terminus sud-est VHS Medical Center de la ligne 9 du métro de Séoul, est située avant la station Dunchon Oryun, en direction du terminus nord/ouest Banghwa.

## Histoire
La station terminus de la ligne 9 VHS Medical Center est mise en service le 1er décembre 2018 lors de l'ouverture à l'exploitation de la section longue de 10 km depuis Complex Sportif,,.

## Services aux voyageurs

### Accès et accueil
Domiciliée au 117 Myeongil-ro, la station dispose de trois accès numérotés 1 à 3. Elle est organisée sur deux niveaux souterrains reliés par des escaliers et des ascenseurs avec un quai central. Elle est équipée d'automates notamment pour l'achat titres de transport. Terminus, elle est également équipée d'une salle de gestion de la sécurité et elle est le point d'arrêt des trains omnibus et express de la ligne 9.

Installations
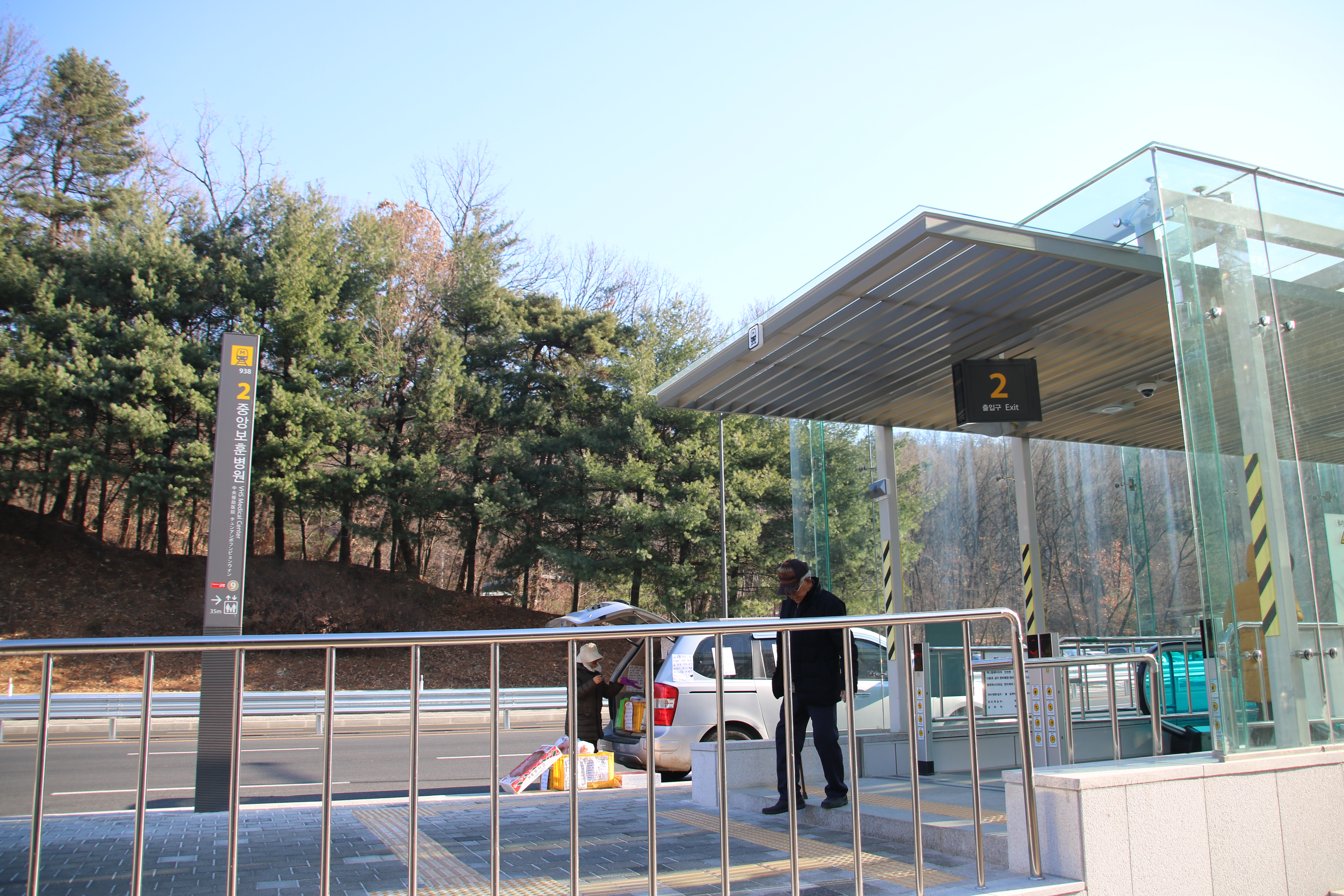
Accès 2 en 2018.
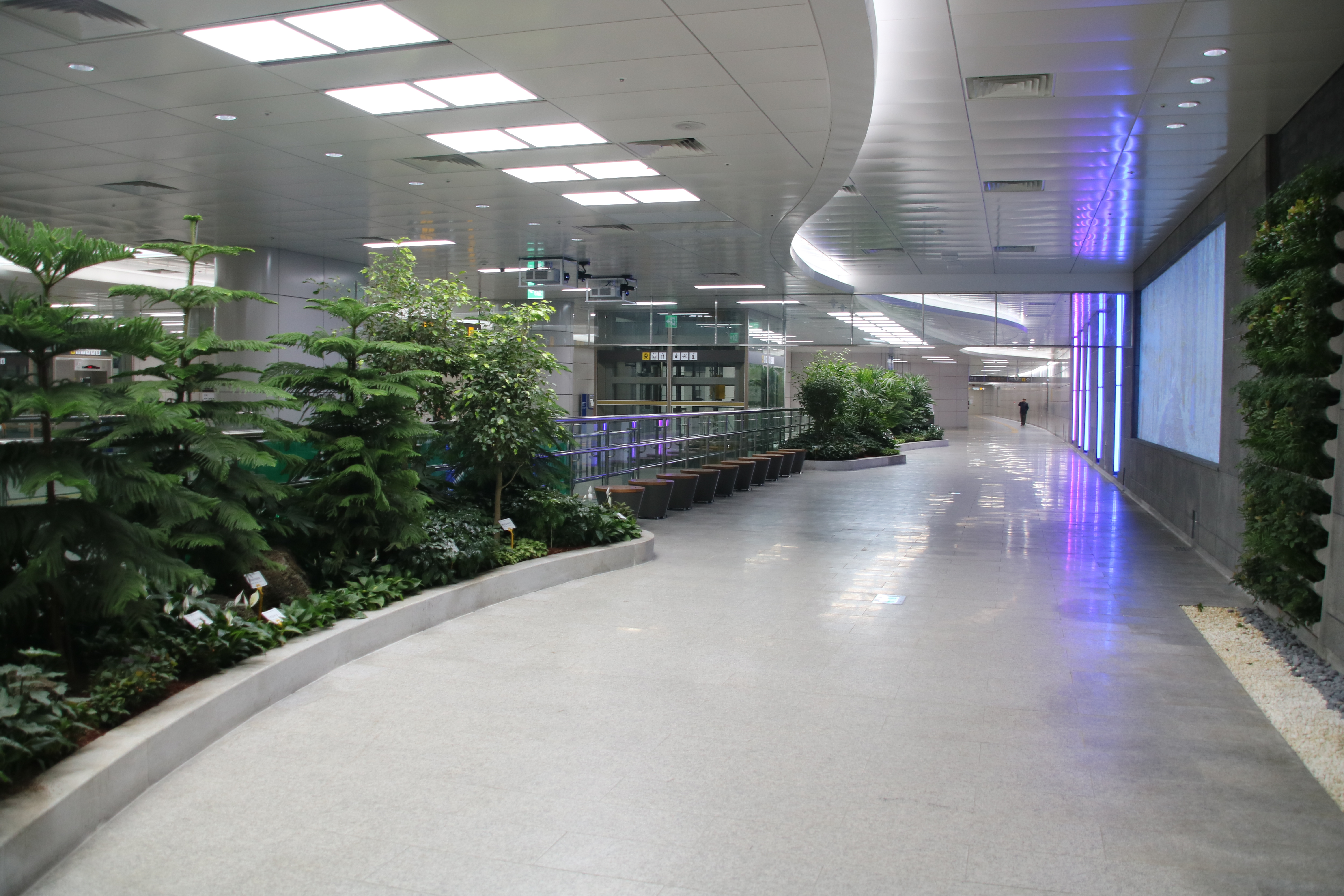
waiting room en 2018.

### Desserte
VHS Medical Center est desservie par les rames omnibus et express qui circulent sur la ligne 9.

Installationa
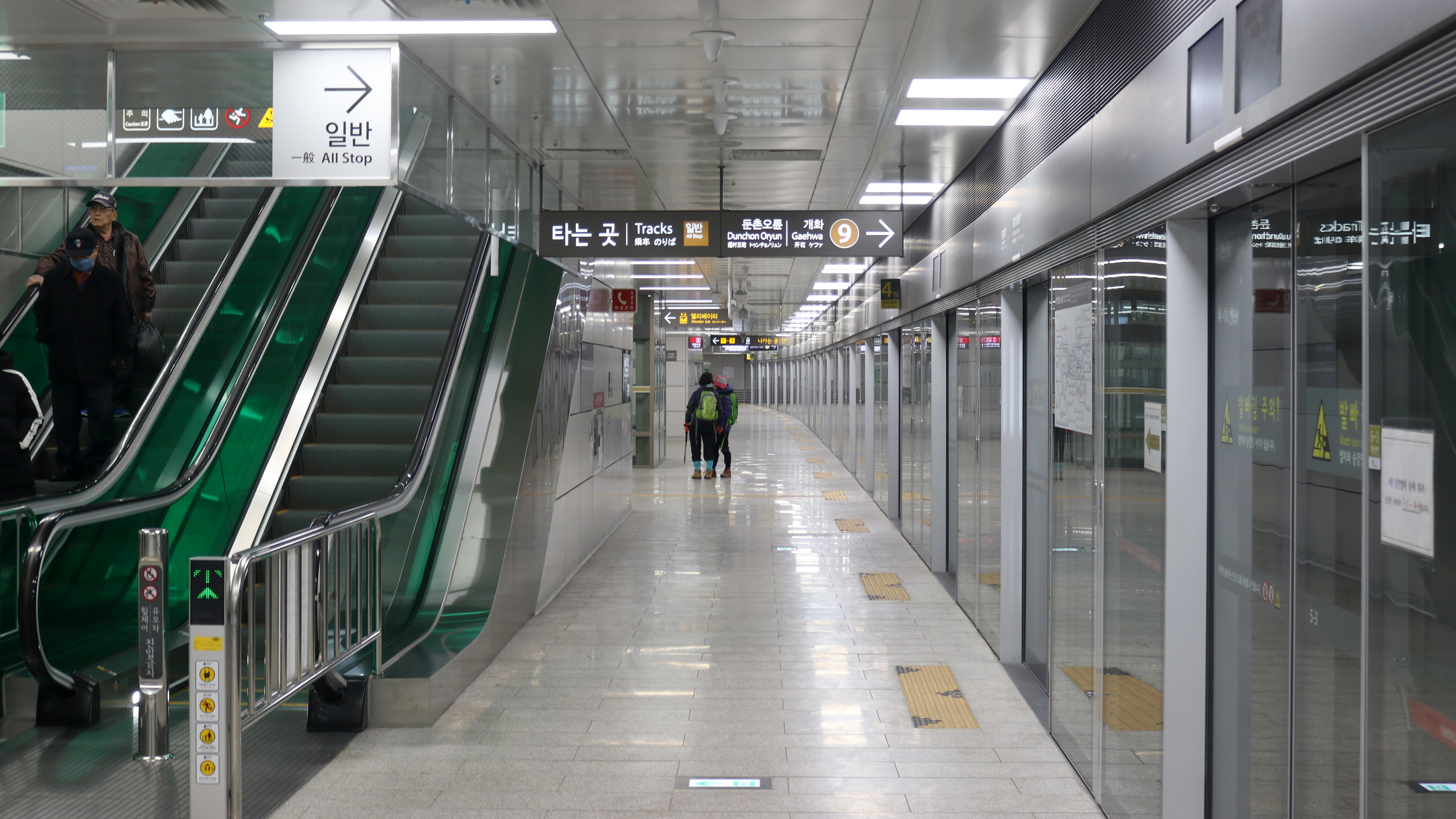
En 2019.
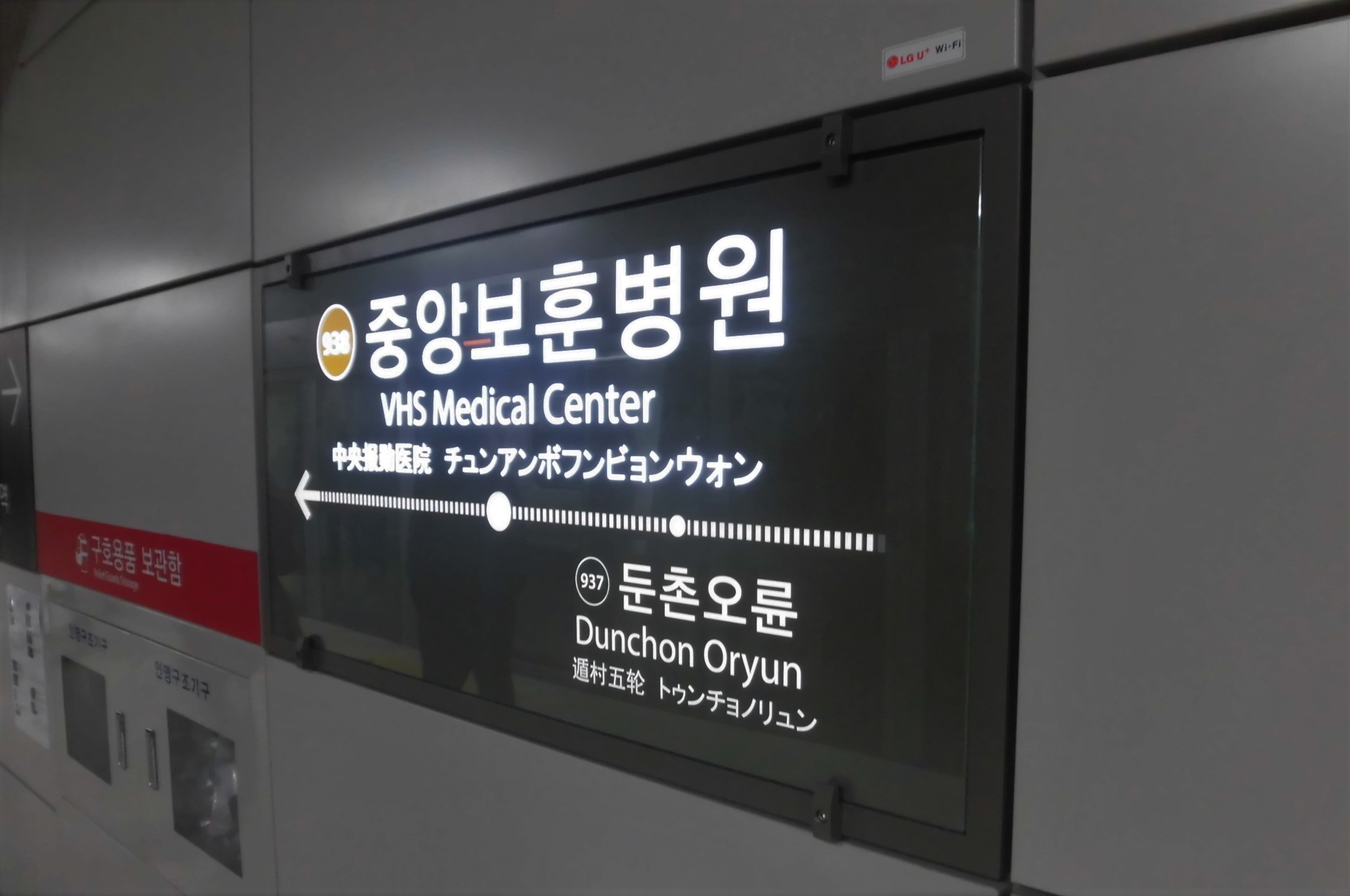
En 2018.
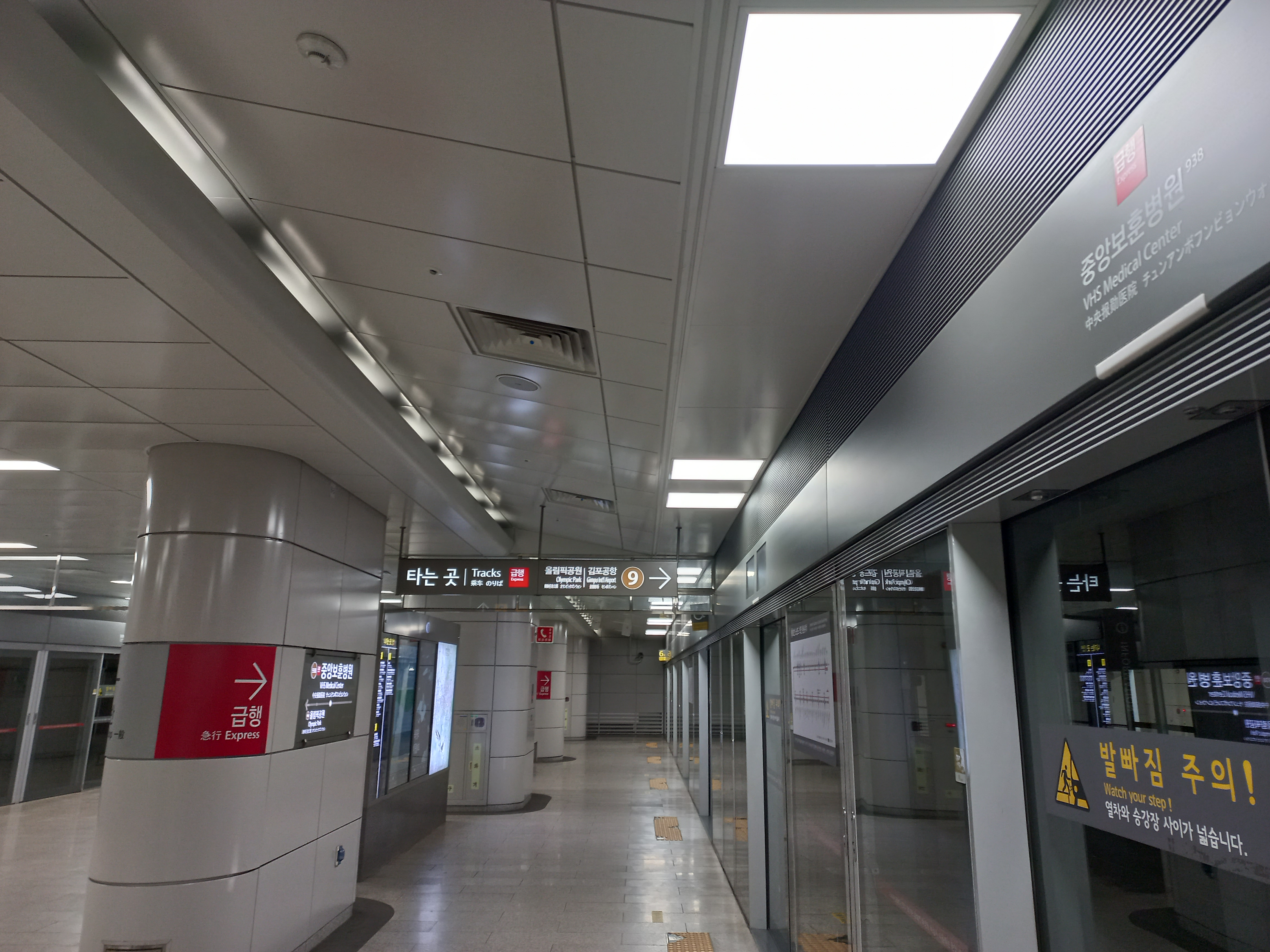
En 2023.

### Intermodalité
Des arrêts de bus urbains sont situés à proximité d'accès.

## À proximité
Elle est située notamment à proximité, de l'Hôpital Central des Anciens Combattants, du Parc Écologique et du parc naturel urbain d'Iljasan.